# Wincenty Abraham
Wincenty Abraham, fr. Vincent Abraham (ur. 15 czerwca 1740 w Charleville, zm. 2 września 1792 w Paryżu) – błogosławiony Kościoła katolickiego, męczennik, ofiara antykatolickich prześladowań okresu rewolucji francuskiej.
Po przyjęciu w 1765 roku święceń kapłańskich podjął działalność duszpasterską w diecezji Reims. Początkowo pracował jako pomocnik proboszcza, później został wikariuszem. W Sept-Saulx pełnił obowiązki administratora parafii. W okresie gdy w rewolucyjnej Francji nasiliło się prześladowanie katolików, odmówił złożenia przysięgi na cywilną konstytucję kleru za co został wygnany. Schronienie znalazł w diecezji paryskiej, gdzie został aresztowany. 2 września 1792 roku został zamordowany na terenie klasztoru karmelitów przy Rue de Rennes, gdzie zasieczono szablami i bagnetami oddanych przez komisarza Violette`a w ręce zgromadzonego tłumu wszystkich odmawiających złożenia przysięgi na cywilną konstytucję kleru, a którzy uszli z rozpoczętej wcześniej masakry w ogrodzie. Ofiary mordu zostały pochowane w zbiorowych mogiłach na terenie cmentarza Vaugirard, część z nich wrzucono do studni klasztornej, a po ekshumacji w 1867 roku ich relikwie spoczęły w krypcie kościoła karmelitów.
Wincenty Abraham był jedną z ofiar tak zwanych masakr wrześniowych, w których zginęło 300 duchownych, ofiar nienawiści do wiary (łac) odium fidei.
Dzienna rocznica śmierci jest dniem kiedy wspominany jest w Kościele katolickim.
Wincenty Abraham znalazł się w grupie 191 męczenników z Paryża beatyfikowanych przez papieża Piusa XI 17 października 1926.